# Republica Sovietică a Soldaților și Constructorilor de Cetăți din Naissaar

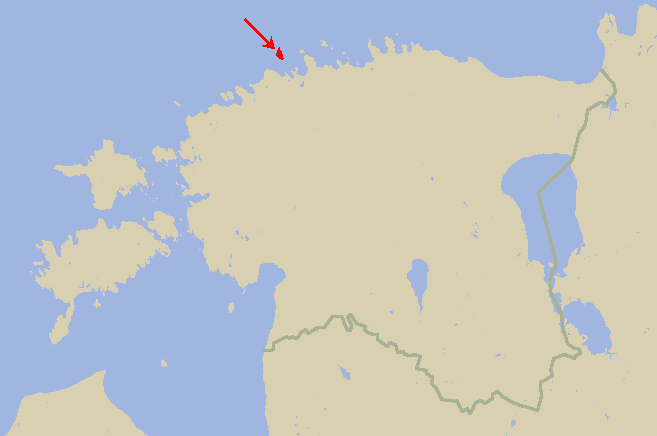
Locația insulei Naissaar în cadrul Estoniei de astăzi

Republica Sovietică a Soldaților și Constructorilor de Cetăți din Naissaar, sau prescurtat Republica Sovietică Naissaar, a fost un stat efemer întemeiat de anarho-sindicalistul ucrainean Stepan Petricenko în timpul Revoluției din Octombrie pe teritoriul micuței insule Naissaar, aflată la nord de Tallinn. Existența statului a fost foarte scurtă, curând fiind ocupat și absorbit în Estonia după ce aceasta și-a căpătat independența.